# تيمويرا موريسون
تيمويرا موريسون (بالإنجليزية: Temuera Morrison)‏ مواليد 26 ديسمبر 1960 في روتوروا، نيوزيلندا، هو ممثل نيوزلندي بدأ مسيرته الفنية عام 1972.

## الأعمال
- حرب النجوم الجزء الخامس: الإمبراطورية تعيد الضربات
- سرعة 2: تحكم أوتوماتيكي للسرعة
- حرب النجوم الجزء الثاني: هجوم المستنسخين
- حرب النجوم الجزء الثالث: انتقام السيث
- خلوة أزواج
- سبارتاكوس: آلهة الحلبة
- الفانوس الأخضر
- ذا سكوربيان كينغ 3 : باتل فور ردمبشن
- الرجل المائي

## وصلات خارجية
- تيمويرا موريسون على موقع IMDb (الإنجليزية)
- تيمويرا موريسون على موقع ألو سيني (الفرنسية)
- تيمويرا موريسون على موقع ميوزك برينز (الإنجليزية)
- تيمويرا موريسون على موقع تيرنر كلاسيك موفيز (الإنجليزية)
- تيمويرا موريسون على موقع أول موفي (الإنجليزية)
- تيمويرا موريسون على موقع قاعدة بيانات الأفلام السويدية (السويدية)
- تيمويرا موريسون على موقع إن إن دي بي (الإنجليزية)
- تيمويرا موريسون على موقع ديسكوغز (الإنجليزية)
- تيمويرا موريسون على موقع قاعدة بيانات الفيلم (الإنجليزية)
- تيمويرا موريسون على موقع كينوبويسك (الروسية)